# Duc des Francs
Duc des Francs est un titre qui fut attribué, sous les dynasties mérovingiennes et carolingiennes, au deuxième personnage du royaume après le roi des Francs. Il fut porté par les Arnulfiens et les Robertiens, avant que ces deux lignages n’accèdent au trône et ne se substituent à la dynastie régnante. C'est sans doute pour cette raison que les Capétiens refusèrent de l'attribuer à nouveau.

## Le duc des Francs sous la dynastie mérovingienne
Le premier à prendre le titre de dux Francorum, qui se traduit par duc des Francs, fut Pépin de Herstal, après sa victoire à la bataille de Tertry en 687.
Ses descendants, Charles Martel, Pépin le Bref et Carloman portèrent aussi ce titre. En 751, Pépin le Bref devint roi des Francs après avoir été duc des Francs et assumé avec ce titre la réalité du pouvoir dans le royaume des Francs.

## Le duc des Francs sous la dynastie carolingienne
Selon Richer de Reims, le marquis de Neustrie Robert vit son titre de duc des Francs, que lui aurait attribué son frère, le roi Eudes, confirmé par Charles III le Simple après qu'il eut renoncé au trône,. Cependant, cette précoce titulature de « duc des Francs » reste sujette à caution et pourrait résulter de l'attribution rétrospective à Robert du titre porté effectivement par son fils et son petit-fils,.
Le 25 juillet 936, en échange du soutien qu'il lui avait apporté pour récupérer le trône du royaume des Francs, Louis IV donna à Hugues le Grand les moyens de manifester dans le royaume sa prééminence sur les autres princes, en lui accordant le titre de dux Francorum, duc des Francs. La signification de ce titre fut explicitée le 26 décembre de la même année par un document dans lequel Louis IV soulignait que cela faisait de Hugues « en tous nos regna, le second après nous », assimilé à un « vice-roi » de position équivalente au maire du Palais sous les derniers Mérovingiens.
En 960, le roi Lothaire consent à rendre à Hugues Capet le titre de duc des Francs, que son père, Hugues le Grand (fils de Robert), avait obtenu en échange de la concession de la couronne à Louis IV d'Outremer.
Au Xe siècle, il revenait au duc des Francs de présider la réunion des grands qui procédait à l'élection du roi, en vertu d'une prérogative confirmée deux fois depuis 936.

## Comparaison des situations sous les deux premières dynasties franques
Comme jadis Pépin le Bref, Hugues Capet devint roi des Francs après avoir été duc des Francs. Cependant, il existe des différences entre les deux situations. 
- Les derniers Mérovingiens n'avaient plus de pouvoir réel, alors que les derniers Carolingiens furent des monarques actifs et assumant un pouvoir réel en dépit d'un affaiblissement dû à l'émiettement de l'autorité disputée par les grands féodaux.
- À l'époque mérovingienne, le duc des Francs est le véritable maître du royaume, sans contestation possible. Le titre de duc est souvent associé à celui de prince, et on trouve la formule de « duc et prince des Francs » (dux et princeps francorum). Le titre de duc des Francs renvoie à une suprématie sur l'ensemble du royaume des Francs.
- La situation des ducs des Francs Hugues le Grand et, plus encore, Hugues Capet était fort différente. Leur prééminence fut moins évidente et le titre de duc des Francs renvoie à une domination territoriale effective sur une portion du royaume des Francs.

On peut noter que deux chartes de l'abbaye de Montier-en-Der (968 et 980) attribuent à Herbert III de Vermandois, alors comte de Château-Thierry, de Vitry et abbé laïc de Saint-Médard de Soissons, le titre de « comte des Francs ». Ce titre peut être comparé à celui de duc des Francs que portaient les Robertiens et qui faisaient d'eux les seconds dans le royaume après le roi des Francs. Porter le titre de « comte des Francs », c'est revendiquer d'être le premier des comtes du roi franc et la troisième place dans le royaume, après le roi et le duc des Francs.

## Suppression de la fonction de duc des Francs avec la dynastie capétienne
Au printemps 993, le comte Eudes Ier de Blois, déçu qu'Hugues Capet et son fils aient refusé de lui conférer ce titre de duc des Francs, imagina, en liaison avec Adalbéron de Laon, de les faire capturer lors d'une rencontre projetée à Metz avec l'empereur Otton III, et de placer Louis, fils de Charles de Basse-Lotharingie, sur le trône. Eudes Ier de Blois serait devenu duc des Francs, et Adalbéron évêque de Reims. Hugues Capet et son fils, prévenus, firent échouer cette tentative.

## Liste des ducs des Francs
- Pépin de Herstal (687)
- Charles Martel
- Childebrand Ier
- Pépin le Bref
- Carloman
- Robert, comte de Paris
- Hugues le Grand
- Hugues Capet

### Sources et bibliographie
: document utilisé comme source pour la rédaction de cet article.
- Yves Sassier, Hugues Capet : naissance d'une dynastie, Paris, éditions Fayard, 1995, 357 p. (ISBN 978-2-213-01919-2, OCLC 468527028).